# Ludovico Bidoglio
Ludovico Bidoglio (* 5. Februar 1900 in Buenos Aires; † 25. Dezember 1970 ebenda) war ein argentinischer Fußballspieler. Auf Vereinsebene vor allem bei den Boca Juniors aktiv und mit diesem Verein erster Meister der argentinischen Primera División, gehörte er mit 34 Länderspielen auch zu den wesentlichen Akteuren der argentinischen Fußballnationalmannschaft in den 1920er-Jahren.

## Karriere

### Vereinskarriere
Ludovico Bidoglio wurde am 5. Februar 1900 in der argentinischen Hauptstadt Buenos Aires geboren. Er begann mit dem Fußballspielen 1916 im Trikot von Sportivo Palermo, zunächst als Angreifer. Nach einer Verletzung musste er jedoch in die Verteidigung wechseln und behielt diese Position bis ans Ende seiner Laufbahn. Von Sportivo Palermo aus ging Bidoglio 1918 zum heute völlig in Vergessenheit geratenen Klub Eureka, wo er bis 1921 unter Vertrag stand. 
Ab 1921 stand Ludovico Bidoglio für die Boca Juniors auf dem Fußballfeld. Sein erstes Match für die Mannschaft aus dem Armenviertel La Boca machte Bidoglio Anfang 1922 gegen CA Independiente. In der Folge blieb der Verteidiger bis 1931 bei den Boca Juniors und machte in dieser Zeit insgesamt 209 Spiele, in denen ihm ein Treffer gelang. In einer Mannschaft mit Spielern wie Domingo Tarasconi, Roberto Cherro oder Ramón Muttis gehörten die Boca Juniors in den 1920er-Jahren zu den bestimmenden Teams des argentinischen Fußballs. In der noch auf Amateurbasis ausgetragenen Meisterschaft sicherte sich der Verein in den Jahren 1923, 1924, 1926 und 1930 den Titel. Den ersten dieser Titelgewinne errang man 1923 aufgrund der besseren Tordifferenz gegenüber Stadtrivale CA Huracán. Im Jahr darauf gelang die Titelverteidigung als Erster mit fünf Zählern vor CA Temperley. Nachdem 1925 Huracán Meister wurde, gelang den Boca Juniors in der Saison 1926 der dritte Titelgewinn binnen vier Jahren. Erzielt wurde dies durch einen ersten Platz in der Meisterschaft mit vier Punkten Vorsprung auf die Argentinos Juniors. In der Folge dauerte es bis 1930, ehe die Boca Juniors wieder argentinischer Fußballmeister wurden. In der Spielzeit 1930, der letzten auf Amateurbasis, rangierte man nach dem Ende aller Spieltage fünf Punkte vor Estudiantes de La Plata auf Rang eins und holte sich die insgesamt siebte Amateurmeisterschaft.
Nachdem 1931 der Profifußball in Argentinien eingeführt wurde, sicherten sich die Boca Juniors die erste Meisterschaft überhaupt im Rahmen dessen. In der Primera División 1931 wurde man am Ende Erster mit fünf Punkten Vorsprung auf den ersten Verfolger CA San Lorenzo de Almagro. Für Ludovico Bidoglio war dies in seiner letzten Saison der insgesamt fünfte Meistertitel mit den Boca Juniors. Allerdings verletzte sich der Verteidiger im Saisonverlauf nach einem Zusammenprall mit Alberto Zozaya von Estudiantes de La Plata so schwer, dass er seine Karriere nicht fortsetzen konnte. Im Alter von 31 Jahren gab er sein Karriereende bekannt und arbeitete bis zu seinem Tod 1970 im Alter von 70 Jahren als Elektriker.

### Nationalmannschaft
Zwischen 1921 und 1928 machte Ludovico Bidoglio insgesamt 34 Länderspiele für die argentinische Fußballnationalmannschaft. Da die erste Fußball-Weltmeisterschaft jedoch erst 1930 ausgetragen wurde, verpasste er ein solches Event. Allerdings stand für ihn die Teilnahme an den Olympischen Sommerspielen 1928 zu Buche. Bei diesem Turnier erreichte die argentinische Mannschaft nach Erfolgen über die USA, Belgien und Ägypten das Endspiel, wo man auf Nachbarland Uruguay traf. Gegen den Gegner um Regisseur José Leandro Andrade unterlag Argentinien schließlich knapp. Nachdem das eigentliche Finale mit 1:1 unentschieden geendet hatte, musste ein Wiederholungsspiel den Olympiasieger im Fußball von 1928 bestimmen. In diesem setzte sich Uruguay schließlich mit 2:1 durch. Ludovico Bidoglio spielte in beiden Endspielen für seine Mannschaft.
Bereits zuvor war Ludovico Bidoglio Teil von zwei argentinischen Siegermannschaften bei Südamerikameisterschaften. Im Campeonato Sudamericano 1925, an dem jedoch nur drei Auswahlen teilnahmen, beendete man die Runde als Erster vor Brasilien und Paraguay. Bidoglio war dabei Stammspieler. Zwei Jahre später sicherte sich die argentinische Mannschaft erneut den Titel; bei dem Turnier in Peru wurde man Erster vor Uruguay, dem Gastgeber und Bolivien.

## Erfolge
- Copa América: 2×

1925 und 1927 mit der argentinischen Nationalmannschaft
- Argentinische Profimeisterschaft: 1×

1931 mit den Boca Juniors
- Argentinische Amateurmeisterschaft: 4×

1923, 1924, 1926 und 1930 mit den Boca Juniors
- Copa de Competencia Jockey Club: 2×

1919 mit Eureka
1925 mit den Boca Juniors
- Copa Estímulo: 1×

1926 mit den Boca Juniors